# 카이유스 (말)

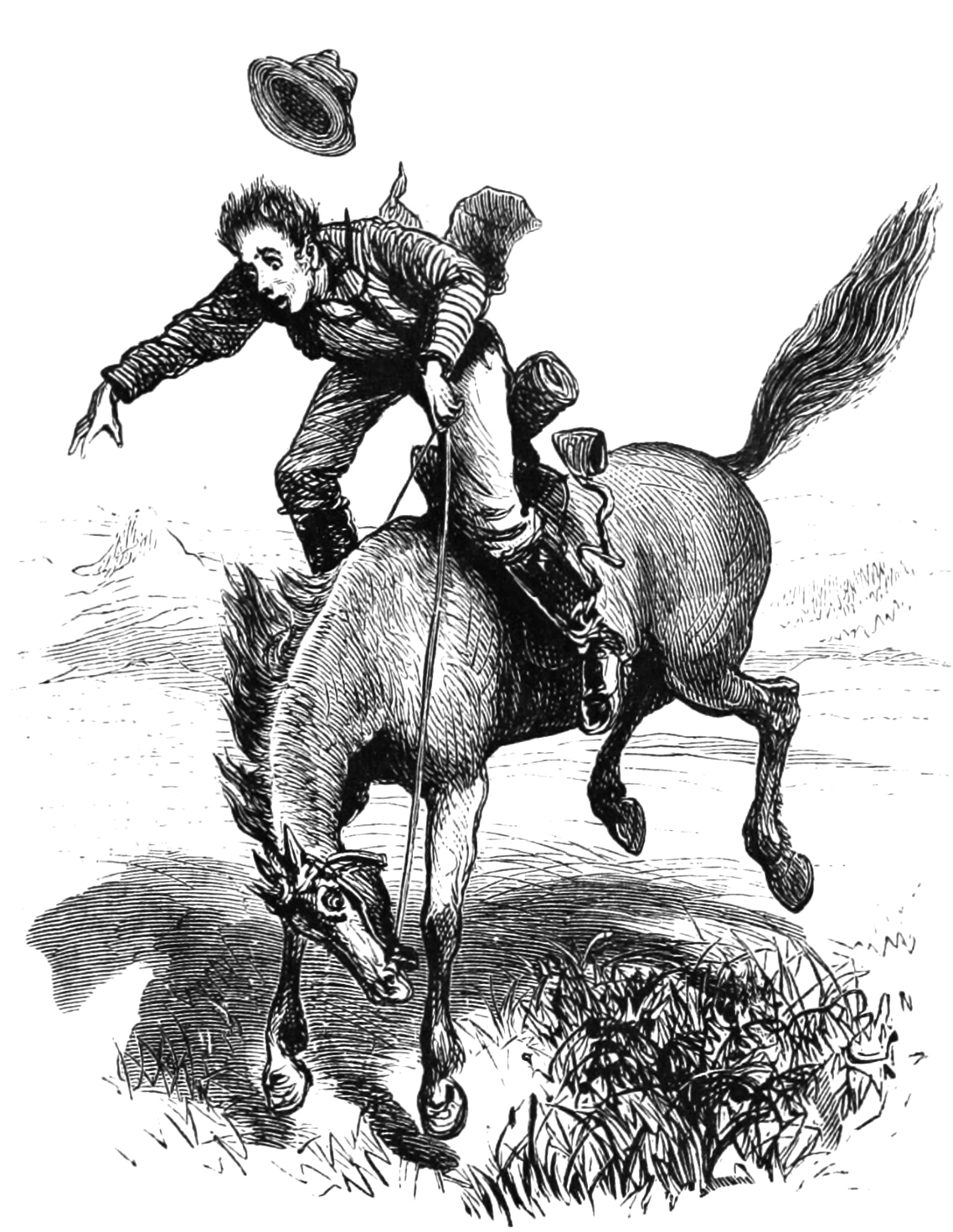
1873년

카이유스(cayuse)는 야생마, 또는 인디언의 종마를 뜻한다. 16세기 스페인 개척자들에 의해 신대륙에 들어온 말들의 후손으로 그 이름은 인디언 부족인 카이유스족의 이름에서 따왔다.
카이유스는 미국 서부에서 사용되는 고풍스러운 용어로 원래 다루기 힘든 기질로 유명한 작은 육상 경주마를 지칭했다. 이름은 태평양 북서부의 카이유스 사람들의 말에서 유래되었다. 이 용어는 특히 토착민이나 야생 말이 소유한 경우 작고 품질이 낮은 말을 지칭하기 위해 경멸적인 방식으로 사용되었다. 나중에 이 용어는 악명 높은 사람들에게 적용되었다.
브리티시 컬럼비아에서 변형된 단어 cayoosh는 지구력으로 존경받는 강력한 작은 말의 특정 품종을 나타낸다. Qayus(카이유스)는 칠코틴(Tŝilhqot'in) 지역의 토일코틴 국가에서 사용하는 해당 주의 칠코틴 지역에 있는 야생마를 가리키는 용어이다.
"카이유스"라는 단어의 유래에 대한 한 가지 이론은 돌이나 바위를 의미하는 프랑스어 "cailloux"에서 파생되었다는 것이다. 그 이름은 카이유스 사람들이 거주했던 바위 지역을 지칭했을 수도 있고, 그들이 스스로 불렀던 이름을 부정확하게 표현했을 수도 있다. 또 다른 하나는 세일리시어족에서 명사 형태를 끝내는 -s가 있는 스페인어 caballo를 아메리카 원주민이 적용한 것이다. Sahaptian -tan으로 끝나는 변형인 kiuatan은 치누크 자곤에서 "말" 또는 "조랑말"을 의미하는 주요 단어이지만 일부 지역에서는 cayuse 또는 cayoosh도 사용되었다.